# Покушения на Владимира Путина
Президент России Владимир Путин, по данным СМИ, к 2019 году пережил по меньшей мере двести попыток покушений, которые или были сорваны или не поразили цель. Как сообщалось, во время одной из попыток, 2 марта 2008 года, планировалось также устранение Дмитрия Медведева. Пресс-секретарь Путина Дмитрий Песков признал, что «у Путина много врагов». Бывшие сотрудники ФСО в эмиграции Виталий Брижатый и Глеб Каракулов рассказали о различных мерах безопасности для Путина.

## Хронология

### Декабрь 1999 года
В документальном телефильме 2018 года «Путин» рассказывалось, как накануне Нового года 31 декабря 1999-1 января 2000 года вертолёт тогда ещё исполняющего обязанности президента Путина был обстрелян во время его визита в Чечню. Путин сказал, что он посчитал это новогодним салютом, а лётчики сказали: «Какой салют, мы под обстрелом». Формально было объявлено, что вертолёт не может приземлиться из-за непогоды. Согласно Игорю Сечину, в то время заместителю руководителя администрации президента, Путин дал указание подготовить резервный вариант поездки на машинах. Дороги, однако, якобы были заминированы и «на обратном пути сработал фугас», но никто не пострадал.

### Февраль 2000 года
24 февраля 2000 года на Путина готовилось покушение во время его речи на похоронах Анатолия Собчака на Никольском кладбище Санкт-Петербурга. Согласно тогдашнему руководителю пресс-службы ФСО Сергею Девятову, убийство готовил «не психопат, а конкретная организация», а непосредственными исполнителями должны были быть два снайпера, нанятые «чеченским бандподпольем». Однако, согласно «Известиям», орудием покушения должен был быть мощный фугас, который за день до похорон планировалось заложить на кладбище. Покушение было сорвано.

### Август 2000 года
18-19 августа 2000 года было сорвано покушение в Ялте во время неформального саммита СНГ. Сообщалось о задержании восьмерых исполнителей — четырёх чеченцев и стольких же арабов, которых, по данным «Московского комсомольца», СБ Украины выдала ФСБ. Дальнейшая судьба задержанных неизвестна.

### Январь 2001 года
9-10 января 2001 года была выявлена подготовка к убийству Путина с помощью взрывчатки во время его официального визита в Баку. Исполнитель, гражданин Ирака Кянан Ростам, был обнаружен азербайджанскими спецслужбами. Согласно тогдашнему министру национальной безопасности Азербайджана Намигу Аббасову, Ростам прошёл подготовку в лагерях в Афганистане и был связан с чеченскими боевиками. Ростам якобы приготовил для покушения 48 взрывчаток и после задержания был приговорён на закрытом процессе к 10 годам заключения. По другим данным, взрывчатку Ростам получил от посредника, который тоже был арестован и в 2002 году приговорён в Баку к 10 годам заключения. Имя Путина как цели покушения было впервые названо 17 октября 2001 года, через 9 месяцев после его выявления.

### Февраль 2002 года
В феврале 2002 года 38-летний житель села Погост Собинского района Владимирской области Иван Зайцев подъехал к Боровицким воротам Кремля на своём автомобиле ВАЗ-2110, назвался президентом России и ввязался в потасовку с сотрудниками ФСО. Как психически неуравновешенный Зайцев был помещён в 7-ю психиатрическую больницу в Москве. Он мотивировал попытку покушения тем, что считал Путина немецким шпионом, ведущим Россию к нацизму, и хотел отрезать ему голову.

### Октябрь 2003 года
По данным газеты «The Sunday Times», в октябре 2003 года готовилось очередное покушение. Согласно газете, неназванный майор ФСБ встретился в Лондоне с Александром Литвиненко и сказал, что Путин должен быть сброшен и что ему «надо дать затрещину» за доведение страны до банкротства и готовность заключить каждого в тюрьму. Согласно Литвиненко, вышедший с ним на контакт заговорщик попросил организовать встречу с Борисом Березовским, рассчитывая, что получивший политическое убежище в Британии олигарх мог бы финансово обеспечить организацию покушения. Согласно «The Sunday Times», Березовский и Литвиненко испугались, что всё это может быть провокационной ловушкой, чтобы вовлечь обоих в заговор, и поэтому сообщили о готовящемся покушении в полицию. Далее антитеррористическое подразделение SO 13 Скотленд-Ярда арестовало двоих подозреваемых, на которых указал Литвиненко, продержало их пять дней в особо охраняемом полицейском отделении, допросив о возможных связях с чеченскими боевиками, и отпустило с условием, что оба отбудут в Москву. Березовский сказал, что «то, что написано в "The Sunday Times", очень близко к действительности» и что 9 октября в Лондоне майор ФСБ Андрей Понькин и некто Алёхин попросили Литвиненко о встрече, которая состоялась около ресторана «Wagamama» на Лестер-сквер. Ранее, в интервью Сергею Доренко 1998 года, Понькин и Литвиненко сообщили о незаконных методах работы ФСБ, из-за чего они отказались выполнять некоторые задания там.

### Июнь 2007 года
Во время участия Путина в саммите ОЧЭС в Стамбуле 25 июня 2007 года местные турецкие СМИ сообщили, что за день до начала саммита террористы «Аль-Каиды» планировали покушение на него. Турецкие спецслужбы арестовали пять человек, якобы связанных с «Аль-Каидой», одним из которых был чеченец.

### Октябрь 2007 года
15 или 16 октября 2007 года (некоторые источники, по-видимому, неправильно указывают 2001 год), во время визита Путина в Тегеран, планировалось покушение трёх групп террористов-смертников, предположительно, с помощью заминированного автомобиля. Путину было доложено о готовящемся покушении, но план поездки не был изменён. В срыве покушения сыграли роль иранские спецслужбы, сотрудничество с которыми было высоко оценено ФСБ.

### Март 2008 года
В день президентских выборов 2008 года, 2 марта, в Москве был обнаружен склад оружия на Садовнической улице. По одной версии, на квартиру, из которой отлично просматривался Васильевский спуск, был завезён набор снайперского оружия для устранения Владимира Путина и Дмитрия Медведева (который тогда был первым заместителем председателя правительства). Согласно газете «Твой день», устранение Путина и Медведева должно было произойти когда они должны были проходить по Васильевскому спуску для принятия участия в праздничном концерте на Красной площади. Сотрудники ФСБ провели штурм квартиры незадолго до начала концерта и задержали предполагаемого снайпера, 24-летнего таджика Шахвелада Османова. Но позже спецслужбы якобы опровергли террористическую версию, поскольку оружие в квартире принадлежало криминалитету.

### Август 2009 года
19 августа 2009 года неизвестный мужчина попытался въехать на «Жигулях» в Кремль через Боровицкие ворота. Мужчина назвался сотрудником российских спецслужб и участником боевых действий, после чего сказал, что у него назначена встреча с «руководством страны». Он был доставлен в ОВД, где ему стало плохо, и он был госпитализирован с сильным нервным расстройством. Его имя и дальнейшая судьба неизвестны.

### Февраль 2012 года
По версии российского следствия, в январе-феврале 2012 года была выявлена и обезврежена конспиративная база в одной из квартир Одессы, где планировалось взорвать автомобиль кортежа с Путиным. Фигурантами покушения были двое чеченцев (Адам Осмаев и Руслан Мадаев), а также уроженец Казахстана Илья Пьянзин. Мадаев погиб при взрыве во время сборки бомбы, Осмаев был приговорён к 2 годам и 9 месяцам заключения, затем вышел на свободу. Пьянзин по запросу российской генпрокуратуры был выдан Украиной России, где в сентябре 2013 года был приговорён к 10 годам заключения.

### Январь 2019 года
В январе 2019 года в Сербии был задержан 21-летний Армин Арибашич, предположительно готовивший покушение на Путина во время его визита в Белград 17 января. Арибашич привлёк внимание своим рюкзаком, где позже была обнаружена винтовка с оптическим прицелом. После задержания в его доме был проведён обыск, в ходе которого были найдены арсенал оружия, компоненты для взрывчатки, флаг «Исламского государства» и другие предметы.

## Другие инциденты

### Звонок в июне 2006 года
6 июня 2006 года примерно в 11 утра в милицию позвонил неизвестный и сообщил, что вечером состоится покушение на главу государства. Звонивший сказал, что в автомобиле президента будет заложена бомба, и что в заговоре участвуют охранники президента. Телефон звонившего был установлен в московской квартире на Коровинском шоссе и примерно в 17:00 участковые милиционеры задержали проживающего там 21-летнего неработающего мужчину, который, как сообщалось, состоял на учёте в психоневрологическом диспансере
. Было возбуждено дело по 207-й статье УК России (заведомо ложное сообщение о террористическом акте).

### Инцидент с вертолётом 2014 года
Бывший депутат Госдумы Илья Пономарёв со ссылкой на офицера ФСО утверждал, что 22 февраля 2014 года вертолёт с Путиным чуть не попал в авиакатастрофу в Сочи и совершил жёсткую посадку, после чего Путин воспринял это как попытку покушения с участием иностранных спецслужб и посчитал, что «вокруг заговор». Пресс-секретарь Путина Дмитрий Песков отверг существование такого инцидента.

### Налёты дронов в мае 2023 года
Атаки дронов на Кремль в ночь на 3 мая 2023 года официальные власти расценили как «покушение на президента Российской Федерации», но Путина в то время в Кремле не было. По официальному сообщению, он в тот момент находился в подмосковной резиденции Ново-Огарёво.
Во время очередного налёта дронов на Москву 30 мая 2023 года Путин, как сообщалось, был поднят рано утром службой безопасности из-за воздушной угрозы. Согласно близкому к Кремлю анонимному источнику, Путин с большой долей вероятности находился в тот момент в Ново-Огарёво. Российская ПВО обезвредила дроны, когда тем оставалось около 10 км до Ново-Огарёво. Дмитрий Песков подтвердил, что «рабочий день совсем рано начался у президента», но не уточнил, находился ли тогда Путин в Ново-Огарёво.

## Сведения Брижатого и Каракулова
Бывший сотрудник ФСО Виталий Брижатый, охранявший дачу Путина в крымском посёлке Олива в качестве кинолога и покинувший Россию после вторжения на Украину, сообщил о чрезмерных мерах безопасности для Путина. По словам Брижатого, Путин не доверяет даже собственной охране, которая не всегда знает его фактическое местонахождение: «Людям могут сказать: „Он отдыхает на этой даче“, и все бегают, охраняют, а он может быть в другом месте». В случае визита Путина в Крым его прибытие анонсируется в двух аэропортах — Севастополя и Симферополя, но сам Путин при этом может прибыть другим транспортом, например морским. Брижатый также сообщил, что частные пляжи Путина патрулируются вооружёнными ныряльщиками, а один из охранников обслуживает стиральную машину на крымской даче.
Бывший капитан ФСО и инженер в управлении президентской связи Глеб Каракулов сообщил, в частности, что когда Путин находился в Сочи, то специально создавалось впечатление, будто он улетает — пригонялся самолёт, отъезжал кортеж, а фактически Путин оставался в Сочи.